# Ampelita soulaiana
Ampelita soulaiana là một loài tropical air-breathing land snail, a terrestrial pulmonate gastropoda Mollusca thuộc họ Acavidae.

## Phân bố
Nó là loài đặc hữu của Madagascar.